# Leonel Fernando Gancedo
 Leonel Fernando "Pipa" Gancedo (Buenos Aires, 28 de gener de 1971) és un exfutbolista argentí, que jugava com migcampista.

## Biografia
Sorgit de la prolífica pedrera d'Argentinos Juniors, va debutar el 14 d'abril de 1991 contra Club Atlético Independiente (1-1). En el club de La Paternal va romandre des de 1991 fins a 1995. Després va ser traspassat a River Plate, on va jugar des del 1996 fins al 2000. Allí va guanyar tots els seus títols (Apertura 96, 97, 99; Clausura 97; Supercopa 97 i Clausura 2000) i si bé va arrencar com a suplent, el tècnic Ramón Ángel Díaz li va donar la continuïtat necessària perquè explotés tot el seu potencial i demostrés la seva capacitat per a adaptar-se a diverses posicions del migcamp.
Les seves actuacions el van dur al futbol europeu, al que se'n va anar per a militar en les files de l'Osasuna entre 2001 i 2003 i al Reial Múrcia CF, club en el qual va disputar la temporada 2003-2004. Al quadre navarrès va ser un jugador clau i va donar mostres de la seva gran qualitat.
El 2004 va retornar al futbol argentí per a jugar al CA Huracán de Tres Arroyos el 2005. Durant el primer semestre de 2006 va tenir un fugaç pas per l'América de Cali colombià, al que va renunciar per a retornar a l'Argentina amb la seva esposa i fills. Va estar un temps en el River Plate de Puerto Rico, fent tasques de jugador-entrenador. El gener de 2007 va signar amb Deportivo Morón, darrer club de la seva carrera abans de retirar-se del futbol.